# إعجاز القرآن للخطابي
بيان إعجاز القرآن تأليف أبي سليمان الخطابي، من الكتب المتقدمة التي تكلمت عن موضوع إعجاز القرآن، صنفه المؤلف لأنه وجد أن من تكلموا قبله في هذا قد اختلفت آراؤهم فيه، ولم يكن كلامهم شافيا؛ لتعذر معرفة وجه إعجاز القرآن.
ذكر المؤلف بعض الاتجاهات في بيان إعجاز القرآن، ولكنه اختار وجها آخر، وهو أن إعجازه لأَنه جاءَ بأَفصح الألفاظ في أحسن نظوم التأليف مضمنًا أصح المعاني. وذكر وجها آخر أيضا وهو صنيع القرآن بالقلوب وتأثيره في النفوس، تقشعر منه الجلود وتنزعج له القلوب.
وقد شرح الدكتور عمر باحاذق هذا الكتاب ووضح قضاياه ومسائله. وطبع الكتاب عدة طبعات، أشهرها طبعة دار المعارف بمصر.

## سبب التأليف
ذكر المؤلف في مقدمة الكتاب أنه وجد أن من تكلموا قبله في إعجاز القرآن قد اختلفت آراؤهم فيه، ولم يكن كلامهم شافيا؛ لتعذر معرفة وجه إعجاز القرآن.

## موضوع الكتاب
من الموضوعات التي تكلم عنها المؤلف في هذا الكتاب:
1. إكثار الناس في الكلام على إعجاز القرآن.
2. تحدي العرب بالقرآن وعجزهم عن مواجهته.
3. القول بالصرفة ودلالة آيات القرآن على خلافها.
4. القول بأن إعجاز القرآن هو في إخباره عن الغيبيات المستقبلة، وهذا نوع من الإعجاز وليس محصورا فيه.
5. القول بأن الإعجاز من جهة البلاغة.
6. اختلاف أجناس الكلام ودرجاته في البلاغة، وبلاغة القرآن حازت أعلاها.
7. القرآن جاء بأفصح الألفاظ في أحسن نظام وتضمن أحسن المعاني.
8. الحذف والاختصار في القرآن.
9. تأثير القرآن في النفوس.

## منهج المؤلف في الكتاب
لم يبين المؤلف منهجه في مقدمة الكتاب، ويمكن استخلاص منهجه كالتالي:
- لم يقسم الكتاب إلى أبواب وفصول، وإنما يذكر المسائل ويوردها ثم يبدأ بالكلام عليها وتفصيلها.
- إيراد الشبه والاعتراضات في الموضوعات التي يتكلم عليها ثم يجيب عن ذلك بأدلة نقلية وعقلية.
- يستعمل ألفاظا غريبة تحتاج في فهمها إلى الرجوع للمعاجم اللغوية.
- يكثر من الاستدلال بالشعر القديم الصالح للاستشهاد، دون شعر المحدثين من الشعراء.[4]

## أهمية الكتاب
كتاب إعجاز القرآن للخطابي من أقدم الكتب في الكلام عن إعجاز القرآن، ومؤلفه أحد كبار علماء عصره، كما أنه يعد من أول من نبه على قضية النظم، وبحثها بحثا علميا دقيقا، حينما أبرز عناصر الجمال في العبارة، وأنها تنحصر في ثلاثة أمور: اللفظ، والمعنى الأصلي، ونظوم التأليف للعبارة، وكان لتنبيهه لهذه القضية أثره في الدراسات البلاغية فيما بعد.

## أثر الكتاب
كان لكتاب إعجاز القرآن للخطابي أثر فيمن بعده، وكتب حوله دراسات، فمن ذلك:
- شرحه الدكتور عمر باحاذق عضو هيئة التدريس بالجامعة الإسلامية بالمدينة المنورة، ونشر في دار المأمون للتراث.
- كتب عنه الأستاذ عمر ياسين الملاح بحثا بعنوان: وجوه الإعجاز البياني عند الإمام الخطابي من خلال رسالة إعجاز القرآن دراسة تحليلية، ونشرت الدراسة في العدد السابع من مجلة كلية العلوم الإسلامية بالموصل عام 1434هـ - 2013م.

## طبعات الكتاب
طبع الكتاب عدة طبعات
- طبع بتحقيق عبد الله الصديق بمطبعة دار التأليف بالقاهرة عام 1953م.
- طبعة الدكتور عبد العليم عميد القسم العربي في الجامعة الإسلامية بعليكره بالهند عام 1953م.
- طبع بتحقيق محمد خلف الله أحمد ومحمد زغلول سلام بدار المعارف بمصر، مع كتابي النكت في إعجاز القرآن للرماني، والرسالة الشافية للجرجاني.
- طبع بتحقيق يوسف العلوي في دار التوحيد.